# Lycaena luxurians
Lycaena luxurians är en fjärilsart som beskrevs av Stetter-stättermayer 1937. Lycaena luxurians ingår i släktet Lycaena och familjen juvelvingar. Inga underarter finns listade i Catalogue of Life.